# Lincoln megye (Washington)
Lincoln megye az Amerikai Egyesült Államokban, azon belül Washington államban található. Megyeszékhelye és legnagyobb városa Davenport. Lakosainak száma 10 876 fő (2020. április 1.).

## Szomszédos megyék
- Okanogan megye (északnyugat)
- Ferry megye (észak)
- Stevens megye (északkelet)
- Spokane megye (kelet)
- Whitman megye (délkelet)
- Adams megye (dél)
- Grant megye (nyugat)

## Népesség
A megye népességének változása:
| Lakosok száma | 10 565 | 10 515 | 10 455 | 10 301 | 10 321 | 10 876 |
|               | 2010   | 2011   | 2012   | 2013   | 2015   | 2020   |